# Daniel Fehrman (kyrkohistoriker)
Carl Elis Daniel Fehrman, född den 27 juni 1874 i Tölö församling, Hallands län, död den 6 juni 1941 i Lunds stadsförsamling, var en svensk kyrkohistoriker. Han var son till Carl Fehrman och far till Carl Fehrman. 
Fehrman blev 1892 student och 1898 filosofie kandidat vid Göteborgs högskola samt 1906 teologie licentiat och 1912 teologie doktor i Lund. Han utnämndes 1907 till docent i symbolik där och upprätthöll från 1913 i många år undervisningen i detta ämne. Bland hans skrifter märks Confutatio pontificia och försvaret för den medeltida kyrkoinstitutionen (1907), Carl Fredrik af Wingård såsom biskop öfver Göteborgs stift (1908–1912), Från ortodoxi till idealism (1917), Rättfärdiggörelsetankens utveckling till luthersk bekännelsenorm (samma år) samt Orientens och Roms kyrkor. Bekännelser, lära och gestaltning (1920). Daniel Fehrman är begravd på Norra kyrkogården i Lund.